# مقاطعة اميديه
مقاطعة اميديه (بالفارسية: شهرستان اميديه) هي إحدى مقاطعات إيران وتقع في محافظة خوزستان. مدينة اميديه هي عاصمة هذه المقاطعة. حسب إحصاءات المركز الرسمي للإحصاءات الإيرانية في 2006 كان يسكن مقاطعة اميديه 85,195 شخص وكان عدد المساكن 17,557 مسكن. تنقسم هذه المقاطعة بلدتان: البلدة المركزية وبلدة جايزان. للمقاطعة مدينتان وهي اميديه وجايزان.